# ريتشارد ثيودور غرينير
 ريتشارد ثيودور غرينير (بالإنجليزية: Richard Theodore Greener) (30 يناير 1844 - 2 مايو 1922) هو أول أمريكي من أصل أفريقي يتخرج من جامعة هارفارد وكان أيضاًعميد كلية هارفارد للحقوق.

## النشأة والتعليم
ولد ريتشارد غرينير في مدينة فيلادلفيا عام 1844 م  ولكنه انتقل مع والدته إلى بوسطن عندما كان عمره تسع سنوات . ترك ريتشارد المدرسة في منتصف مراهقته من أجل حاجة أسرته للمال ولكنه رجع لمقاعد الدراسة بسبب أحد رؤساء عمله الذي كان يعمل لديه ساعده للالتحاق بالمدرسة التحضيرية في كلية أوبرلين .

## حياته الشخصية
تزوج من جينيفيف إيدا فلييت في 24 من سبتمبر من عام 1874 م وأنجب منها 6 أبناء، من بينهم ابنتة بيلي دا كوستا غرين وقد كانت أمينة مكتبة بارزة. انفصل غرينير عن زوجتة على الرغم من انهما لم يتطلقا، وقد أخذت زوجته بناته وقد غيرت اسم عائلة بناتها إلى «غرين» وذلك للتبرؤ منه. وكانت ابنته بيلي أمينة مكتبة شخصية لـ جون بيربونت مورجان

## مهنته الأكاديمية
درس في أكاديمية فليبس وتخرج منها في عام 1865 م وبعد ثلاث سنوات في اوبرلين نُقل إلى كلية هارفارد وحصل على درجة البكالوريس في
عام 1870 م. قام بالتدريس لمدة سنتين في معهد الشباب ذو الأصول العرقية الملونة في فيلادلفيا ومن ثم شغل منصب مدير المدرسة التحضيرية لمعهد الأطفال الملونين في واشنطن العاصمة ،يُذكر أن قبوله في جامعة هارفارد كان «تجربة» من قبل الإدارة ولكنه مهد الطريق للكثير من خريجي جامعة هارفارد من ذوي الأصول الأفريقية.
في أكتوبر من عام 1873 غرينير قبل منصب الأستاذية في الفلسفة العقلية والأخلاقية في جامعة كارولاينا الجنوبية حيث كان عضواً من أعضاء هيئة التدريس من ذوي الأصول الأفريقية.
انتقل غرينير إلى واشنطن العاصمة حيث تولى منصب كاتب في وزارة الخزانة في الولايات المتحدة، وأستاذ في كلية الحقوق في هوارد
عندما تم إغلاق الجامعة في يونيو عام1877 من قبل ويد هامبتون الثالث.
في عام 2009 عثر على بعض من أوراقه الشخصية مثل رخصة قيادته، صوره وأوراق تتعلق بدوره الدبلوماسي في روسيا في عُلية أحد المنازل المهجورة في الجانب الجنوبي من مدينة شيكاغو من قبل أحد عمال الهدم 
شغل ريتشارد غرينير منصب عميد كلية القانون في جامعة هوارد من 1878 م حتي 1880 م، وفي عام 1885 حتي 1892 م شغل غرينير منصب الأمين العام لنقابة نصب غرانت التذكاري، ومن 1885 إلى 1890 م كان مفتشاً للخدمة المدنية في مدينة نيويورك .

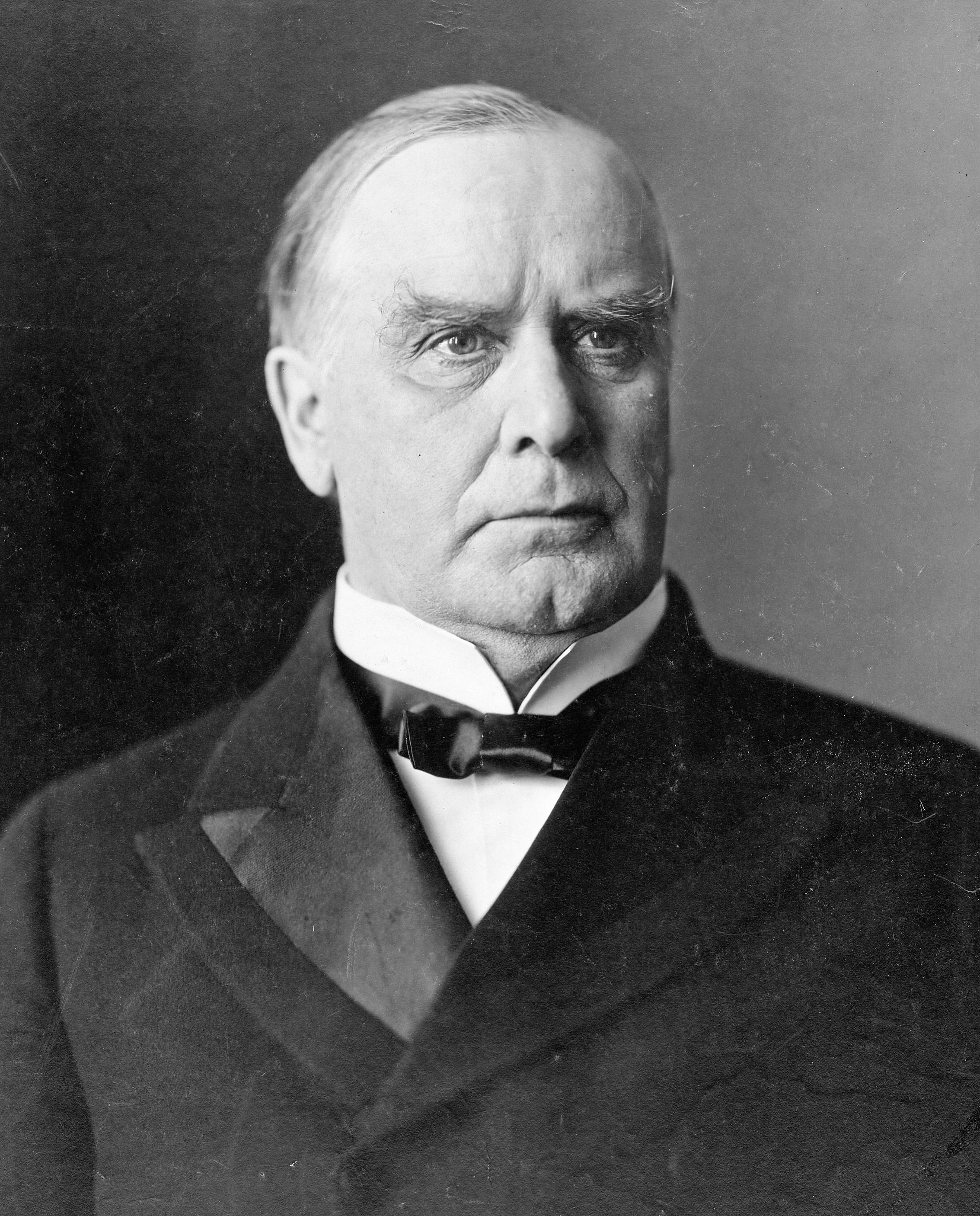
ويليام مكينلي

## السياسة والخدمة العامة
شغل منصب رئيس مكتب الملونين (ذوي الأصول العرقية الملونة) للحزب الوطني الجمهوري في في انتخابات عام 1896 بمدينة شيكاغو. وفي عام1898 قبل منصباً من الرئيس الروسي ويليام مكينلي فترك عائلته وعُين وكيلاً تجارياً للولايات المتحدة في مدينة فلاديفوستوك روسيا بعد تأديته لمهمة سريعة في مدينة بومباي بالهند  وبقي في هذا المنصب حتى عام 1905 م. في نفس العام ترك ريتشارد غرينير الخدمة الخارجية أيضاً واستقر في مدينة شيكاغو مع أقاربه، يذكر أنه في الفترة المتبقية من حياته شغل منصب وكيل لشركة تأمين وممارساً للقانون ومحاضراً في بعض الأحيان .

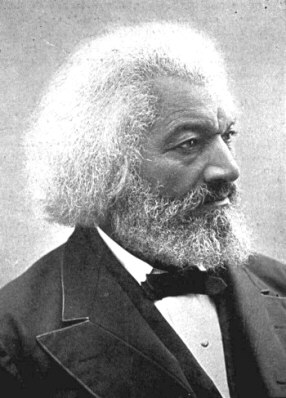
فريدريك دوغلاس

## الأوسمة والجوائز
- حصل على جائزة بودوين للخطابة في عام 1868 و 1870 من جامعة هارفارد .[5]
- في عام 1902،الحكومة الصينية زينته بوسام التنين وذلك لجهوده في خدمة الحرب وتقديم المساعدة إلى الذين كانوا يعانون من مجاعة شانسي .[2]

## مشاريع أخرى
كان غرينير كاتباً ومحرراً مشارك للموسوعة الوطنية للسيرة الأمريكية، حيث كان من أعضاء «العهد الوطني الجديد» الذي حرره في ذلك الوقت فريدريك دوغلاس 
في عام 1875 أصبح أول أميركي من أصل أفريقي ينتخب ليكون عضواً في جمعية غوي الأمريكية والمجتمع الأكاديمي الأولي للدراسات الكلاسيكية في أميركا الشمالية.

## وفاته
مات ميتةً طبيعية في مدينة شيكاغو في 2 مايو 1922.

## روابط خارجية
- ريتشارد ثيودور غرينير على موقع الموسوعة البريطانية (الإنجليزية)